# Telefonautomat

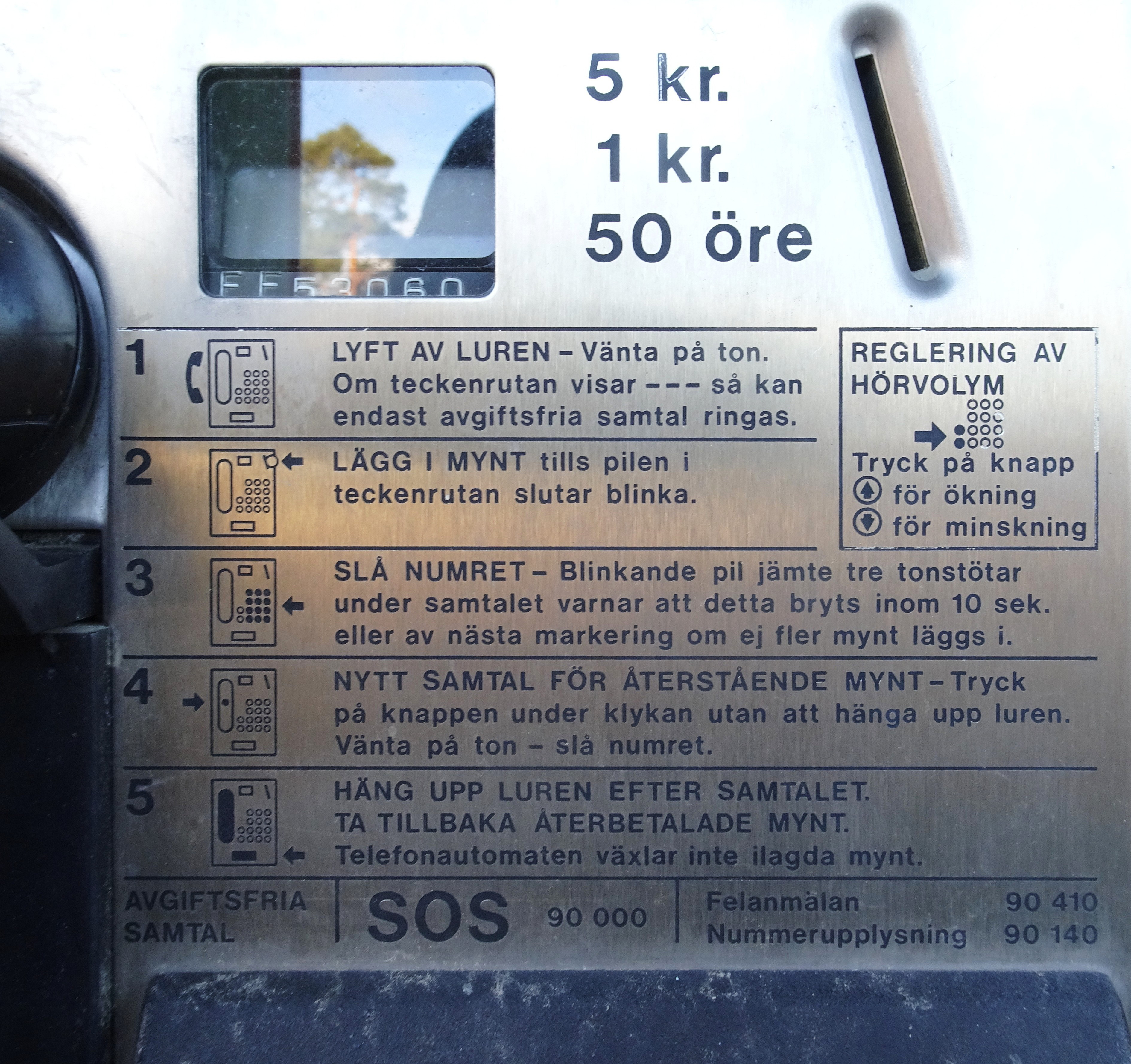
Bruksanvisning, knapptelefon.

Telefonautomat är en telefonapparat som aktiveras med mynt, telefonkort och/eller kreditkort. Apparaterna installeras utomhus i offentliga telefonkiosker eller för väder skyddade platser eller inomhus i offentliga inrättningar för att användas som allmän samtalsapparat. 
Omkring sekelskiftet 1800/1900 infördes myntapparater på allmänna platser för att göra det möjligt för personer som inte var telefonabonnenter att ringa sina samtal mot särskild avgift. Apparaten medgav att telefonisten på telefonväxeln kunde kontrollera att avgiften erlades. För de senare automatiserade telefonnäten ställdes krav på myntapparater som inte krävde förmedling av telefonist, det vill säga automatisk inkassering av myntet när den uppringda abonnenten svarar.
I Sverige utsattes telefonautomater ofta för vandalisering och inbrott för att komma åt myntbehållaren. Det ansågs även för omständligt och kostnadskrävande att tömma myntbehållaren med jämna mellanrum. Detta ledde till att de flesta mynttelefoner i telefonkiosker på 1990-talet ersattes av apparater med aktivering genom telefonkort och/eller kreditkort samt att många mynttelefoner togs bort.
I Sverige är mobiltelefonen numera så vanlig att telefonautomaterna förlorat sin betydelse och 2015 togs den sista av Telias apparater ur drift.

## Bildexempel

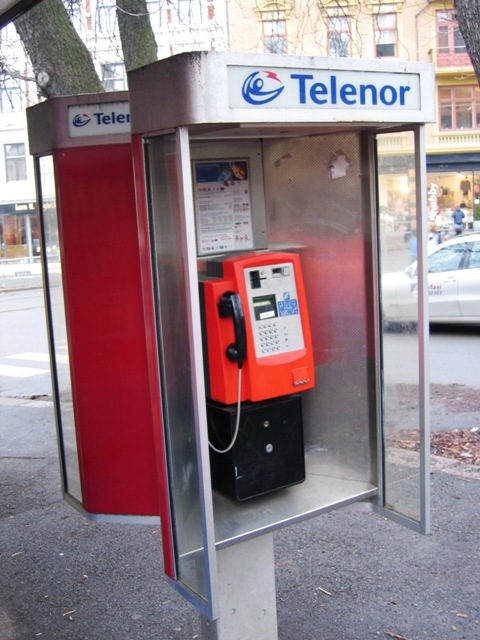
Norsk kort- och mynttelefon.
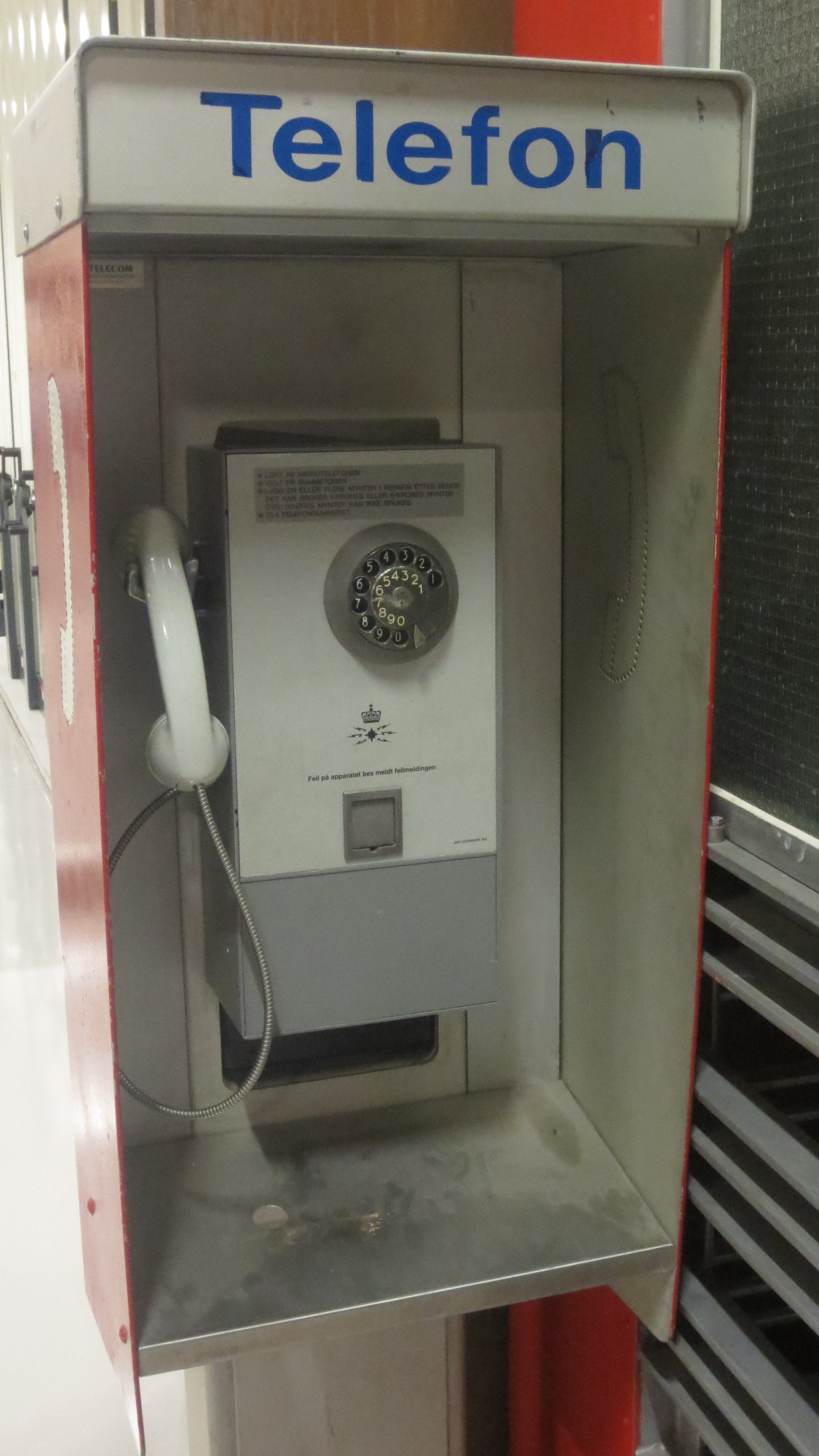
Äldre norsk mynttelefon.
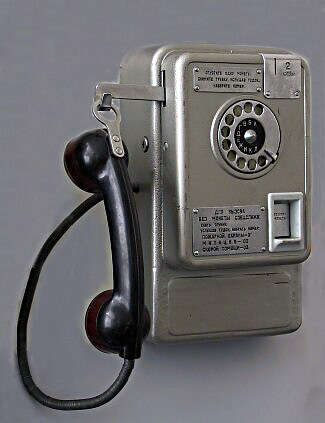
Rysk mynttelefon.
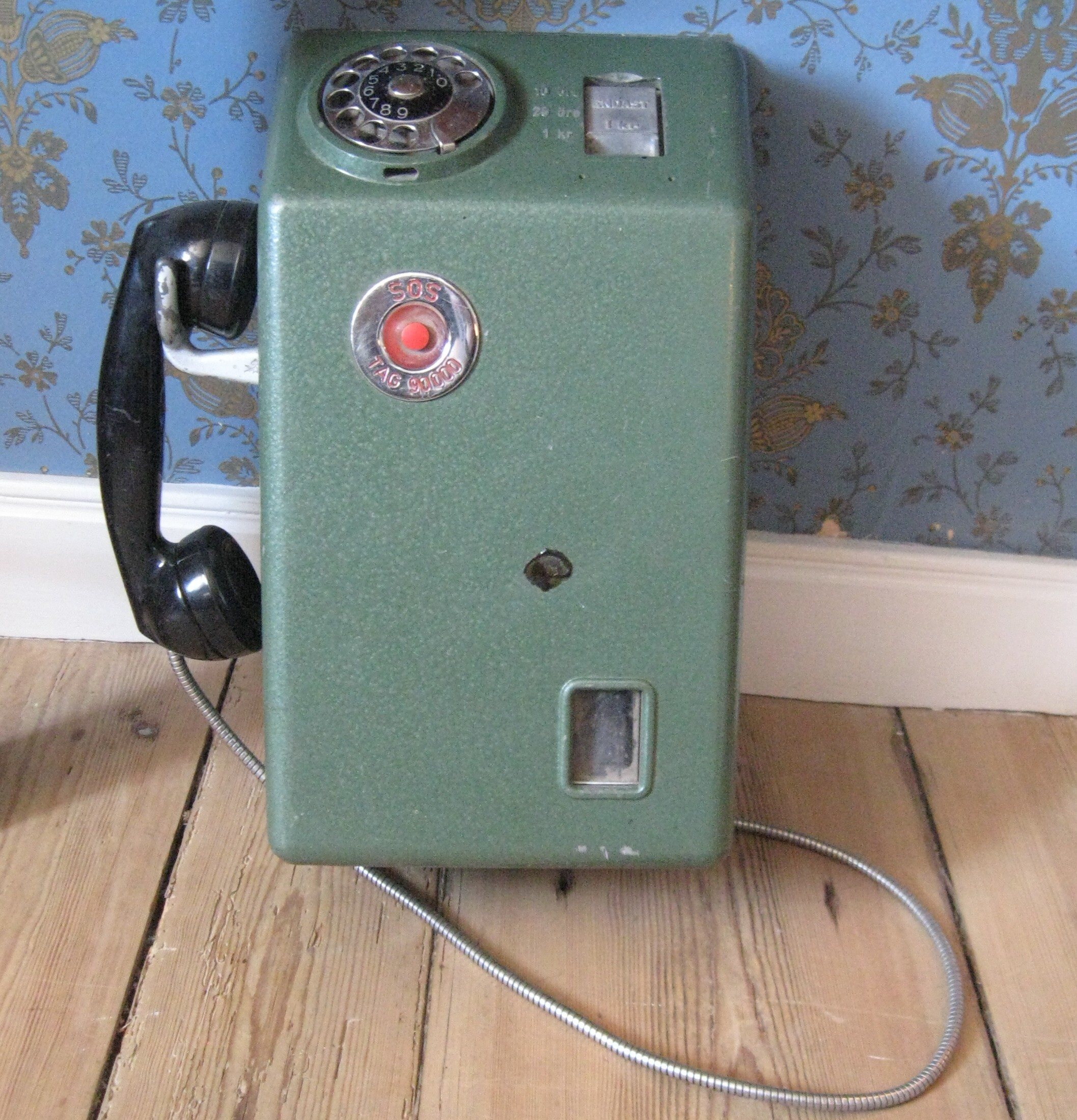
Äldre svensk mynttelefon.
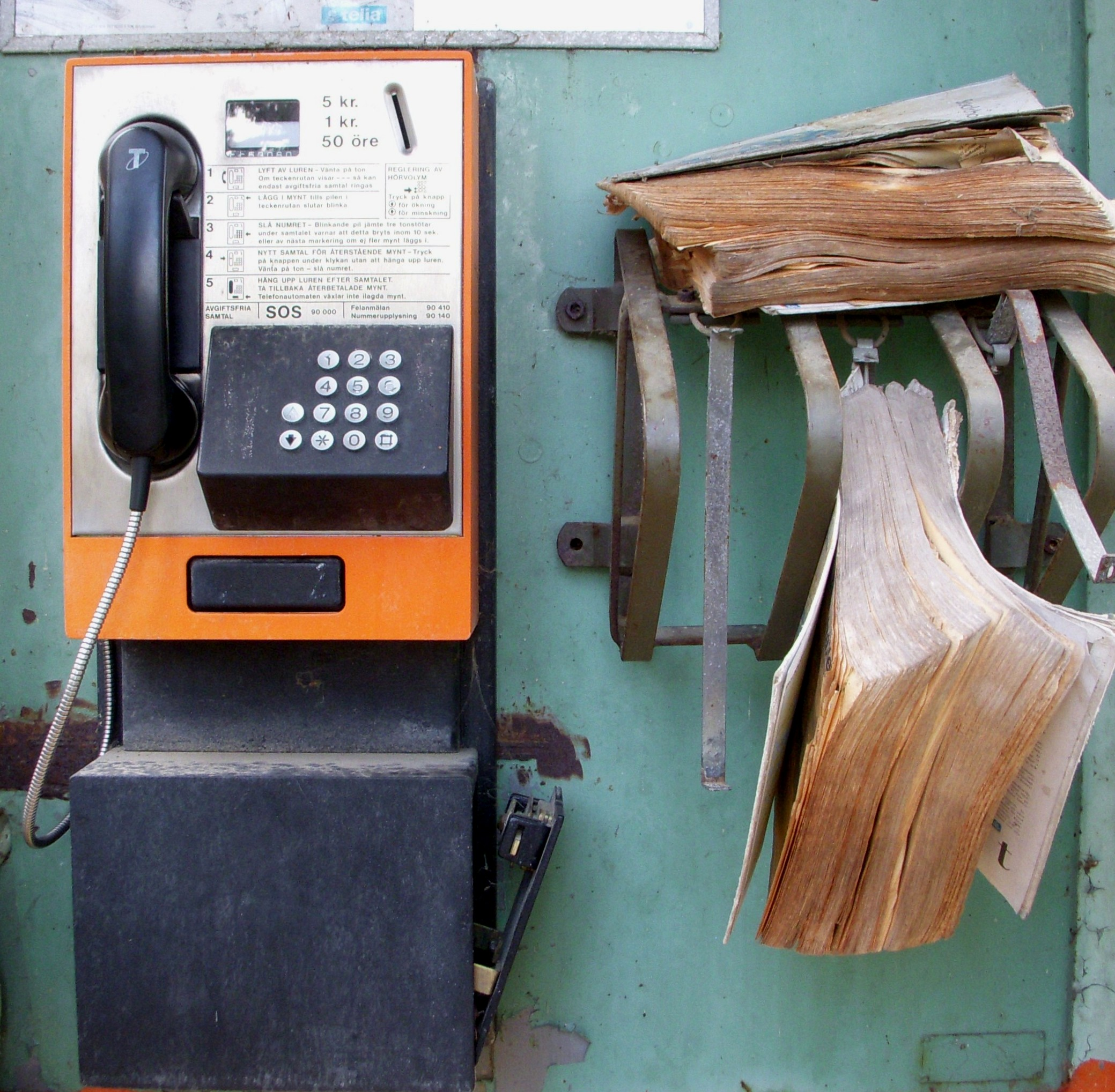
Svensk mynttelefon från 1980-talet.
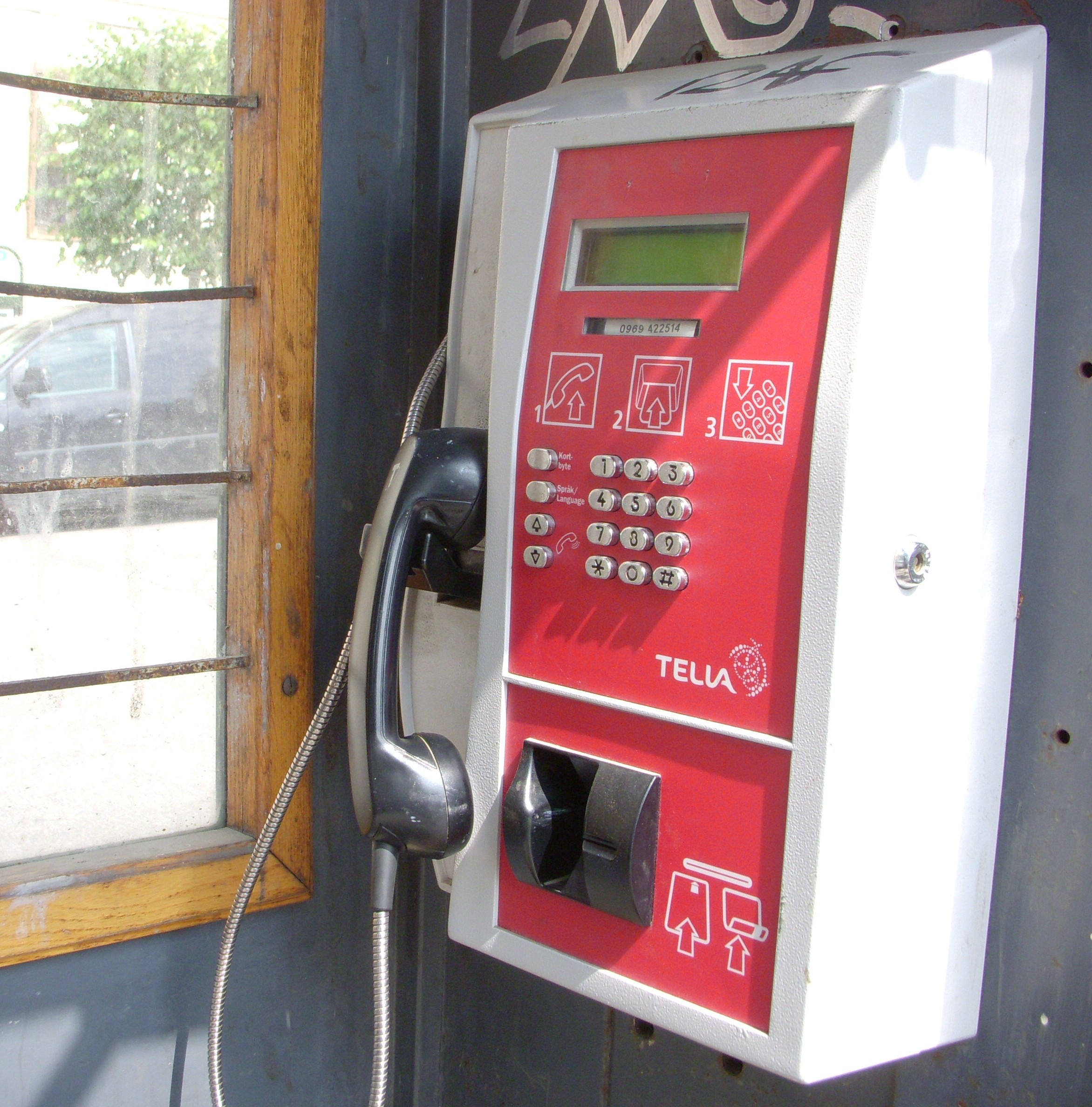
Svensk korttelefon, 2010
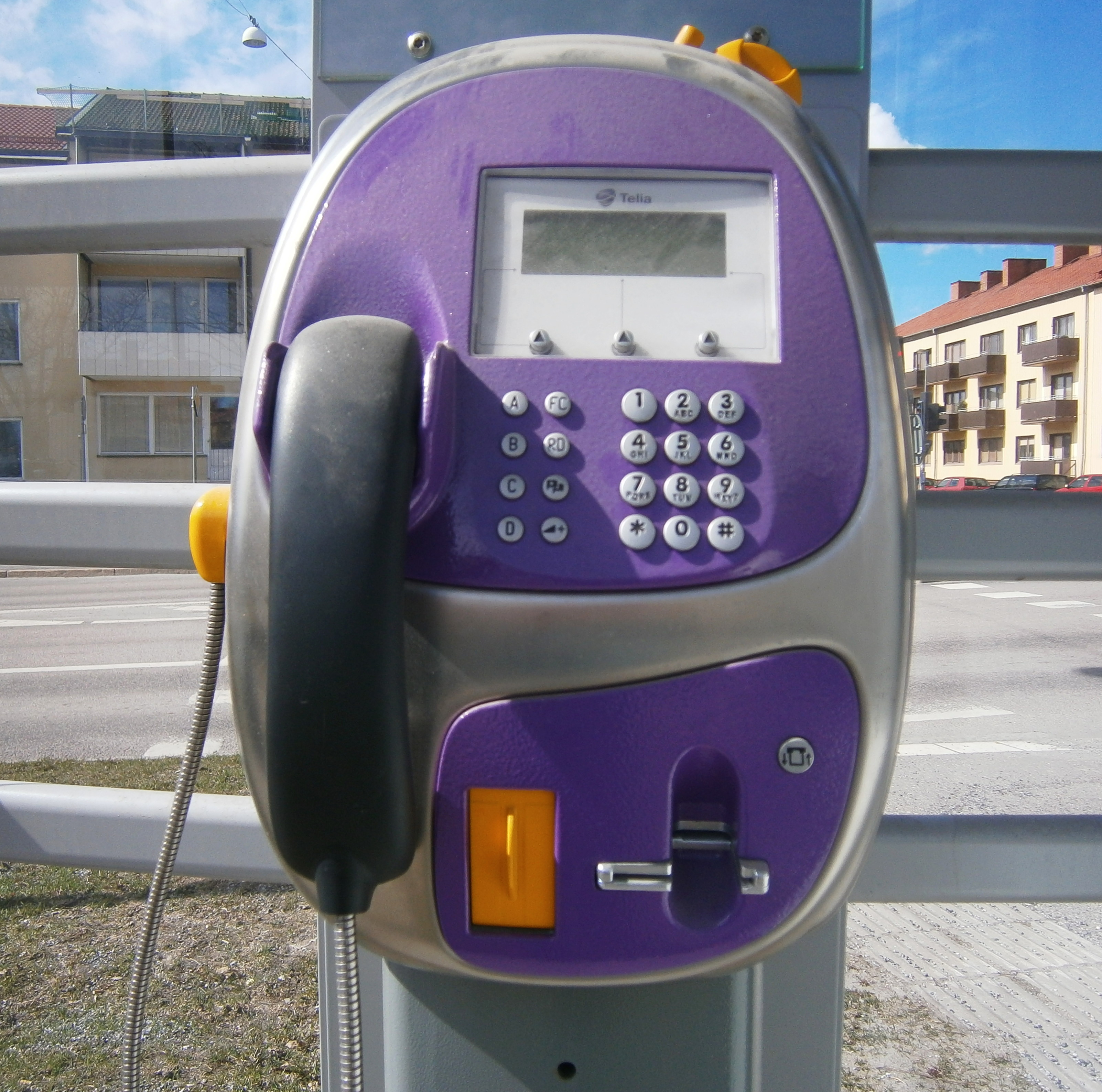
Svensk kort- och mynttelefon, 2013.